# Pariolius armillatus
Pariolius armillatus és una espècie de peix de la família dels heptaptèrids i de l'ordre dels siluriformes.

## Morfologia
- Els mascles poden assolir 3,2 cm de longitud total.[1][2]

## Alimentació
Menja principalment larves de tricòpters.

## Hàbitat
És un peix d'aigua dolça i de clima tropical.

## Distribució geogràfica
Es troba a Sud-amèrica: conca del riu Amazones al Brasil i el Perú.